# أدب نمساوي
الأدب النمساوي هو الأدب المكتوب في النمسا، والذي بمعظمه، ولكن ليس بأكمله، مكتوب باللغة الألمانية. يتحدث بعض الباحثين عن الأدب النمساوي بالمعنى الدقيق للكلمة من عام 1806 حين قام فرانسيس الثاني بحلّ الإمبراطورية الرومانية المقدسة وأسس الإمبراطورية النمساوية. يشتمل تعريف أكثر تحرراً للأدب النمساوي على جميع الأعمال الأدبية المكتوبة على أراضي النمسا التاريخية والنمسا المعاصرة، وخصوصاً عندما يتعلق الأمر بالمؤلفين الذين كتبوا باللغة الألمانية. يوجد عمل مؤلف من سبعة مجلدات حول تاريخ الأدب النمساوي كتبه كل من هربرت زيمن وفريتز بيتر ناب بعنوان «تاريخ الأدب في النمسا». يجب النظر بوجه عام للصلة الوثيقة للأدب النمساوي مع الأدب الألماني، ومن السهل بمكان تجاوز الحد الفاصل ما بين كل من الأدب الألماني والنمساوي، وذلك يعود إلى التبادلات الثقافية الغنية والمعقدة.

## الأصل والخلفية

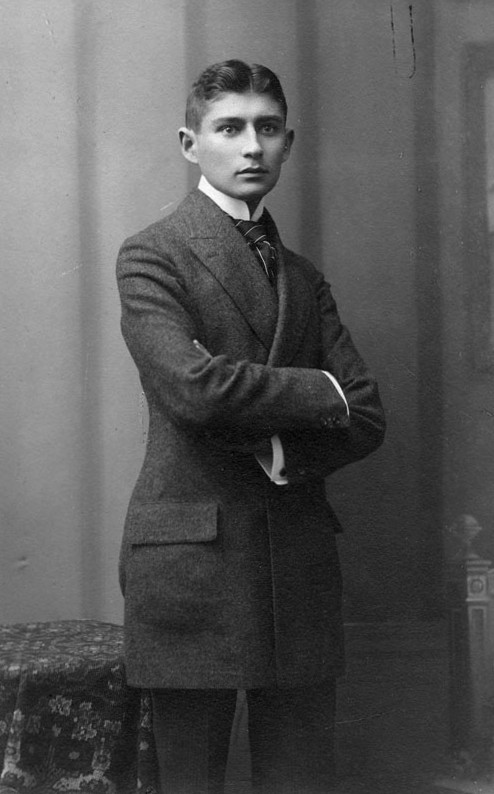
فرانس كافكا

كان هناك محاولات عديدة للعمل على وضع تعريف كامل للأدب النمساوي. الشيء الذي يمكن لمعظم الناس الإتفاق عليه حول الأدب النمساوي هو وجود اختلافات محددة ودوافع مميزة مشتركة في هذا الأدب، والتي تجعله يقف بعيداً عن التقاليد الأدبية الأخرى.
ساهمت النمسا بمجموعة من الأعلام الهامة في الأدب الحديث بدءاً من القرن التاسع عشر وما تبعه، فكانت النمسا موطناً لكثير من الروائيين وكتاب القصة القصيرة من أمثال: أدالبرت شتيفتر، وأرتور شنتسلر، وفرانس فرفل، وشتيفان تسفايج، وفرانس كافكا، وتوماس برنهارد، وجوزيف روث، ووروبرت موزيل، ولشعراء من أمثال: جورج تراكل، وروزا أوسليندر، وفرانس جريلبارتسر، وراينر ماريا ريلكه أو باول سيلان. وكتاب مسرحيين وروائيين معاصرين مشهورين مثل: إلفريده يلينيك وبيتر هاندكه. ومع ذلك، فإنه من الصعب بمكان الحديث عن أدب نمساوي قبيل تلك الفترة. ففي أوائل القرن الثامن عشر، وبينما كانت الليدي ماري وورتلي مونتاغيو تزور فيينا، ذُهلت لأنها لم تلتقي بأي كاتب، فعلى الرغم من مساهمات النمسا في مجالات العمارة والموسيقى، إلا أن الأدب النمساوي لم يتقدم نحو الشريعة الكلاسيكية إلا في القرن التاسع عشر.
يمكن إعطاء عدد من الأسباب لذلك: أولها، لأن الفنون كانت حكراً على البلاط الإمبراطوري، فقد رأوا بأن الثقافة تمثل أداة سياسية وترويجية. حيث كان للقصور الباروكية الجميلة واللوحات الإمبراطورية ولجان الموسيقى أن تحقق الهدف السياسي والترويجي للبلاط بشكل جيدة للغاية، أما بالنسبة للأدب فقد اعتبر أقل ملائمةً، وبالتالي لم يتم التشجيع عليه. وثانياً هو الظهور المتأخر للأدب الألماني: حيث وعلى الرغم من أن الكثير من الأعمال الأدبية نُشرت بالألمانية، إلا أن القليل من تلك الأعمال كان لها المقدرة على أن تصبح «كلاسيكية» إلا في أواخر القرن الثامن عشر، عندما بدأ غوته وشيلر بالكتابة. كما كانت الولاية الإمبراطورية في النمسا تقوم بفرض رقابة على جميع الكتب بلا رحمة؛ مثل رواية آلام فرتر لغوته والتي تدور أحداثها حول قصة شاب يقع في حب هائم ينتهي بانتحار، والتي أدت لسلسلة من حالات الانتحار المُقلدة عبر ألمانيا، ما دفع العديد من الولايات بحظر العمل، ولكن السلطات النمساوية قامت بحظر مؤلفات غوته بأكملها. وجاء ذلك في الغالب من «لجنة العفة» التي كانت تتبع للإمبراطورة ماريا تيريزا، والتي رمت إلى دعم الآداب العامة، ولم ينحصر تأثيرها على خلق واجهة أخلاقية وحسب بل أدت اللجنة إلى تعثر الجبهة الفكرية.

## البحث عن تعريف
قد تكون المشكلة الرئيسية في تعريف تطور حركي بأن أي تعريف سيعجز عن التيارات المتعددة والتي يفضي كل منها إلى نوع محدد من الأدب. فعبر القرون كان هناك العديد من الطرق المختلفة، والتي تعرضت بمعظمها لانتقادات لكونها متحيزة ثقافياً أو أيدولوجياً أو سياسياً. تطور الأدب النمساوي انطلاقاً من تعايش للتقاليد واللغات الإقليمية المختلفة.
كانت المنطقة المتجانسة على طول نهر الدانوب، والتي امتدت من بافاريا وصولاً للمناطق الشرقية قد أصبحت طريقاً ينتقل عليه المسافرون والشعراء في العصور الوسطى، حاملين معهم تأثيرات جديدة. في نفس الوقت كانت وديان جبال الألب شبه منعزلة، ما جعلها تطور ثقافة إقليمية خاصة بها.